# KENSO (プロレスラー)

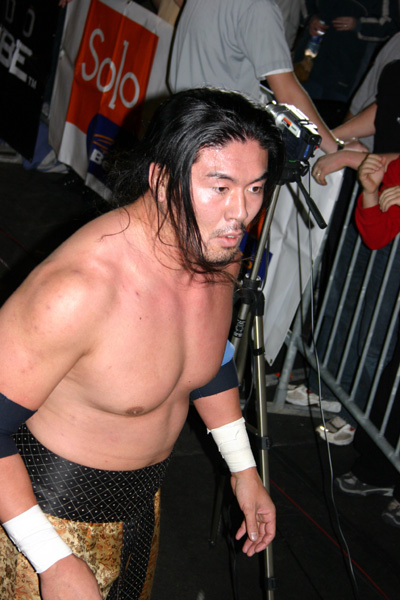
KENSO (プロレスラー)

KENSO（ケンソー、1974年7月25日 - ）は、日本の男性プロレスラー、テレビプロデューサー。本名：鈴木 健三（すずき けんぞう）。愛知県碧南市出身。血液型O型。

## 経歴

### デビュー以前
刈谷北高校でラグビーを始め、高校3年時には国体の愛知県選抜と高校日本代表に選出された。進路は明治大学を志望していたが帝京大学の推薦入試を受けて入学した。しかし合宿所にいることわずか4日にして退部・退学してイギリス留学に向かい、進路を再検討する。イギリスではバースに1年間滞在していたが、当時のイギリス王室に関する報道姿勢を目の当たりにしたことで、のちのテレビ界入りの動機の一つとなった。
かねて憧れていた明治大学に1年遅れで編入し、明治大学ラグビー部に在籍する事になった。厳しい事には定評があった当時の明大ラグビー部の合宿所生活に耐えて2年生からレギュラーポジションを獲得、大型ロックとして活躍する。1996年より2年連続で大学日本一を経験し、98年は大学日本一こそ逃したものの2学年下の斉藤祐也と共に重戦車FWの中心的存在となった。この年にはラグビー日本代表チームの一員に選出されたということが一般的に紹介されるが、これは日本代表A（日本代表の予備軍、通称ジャパンAである。A代表 (ラグビー)を参照）の合宿に呼ばれたものである。またこの年にはラグビーマガジン誌上のファン投票によるベストフィフティーンにも選ばれている。
その後「中日新聞社と東海テレビを記念受験」し、大学卒業後に東海テレビにUターン就職し、東京支社のネット営業部に勤務。それまでプロレスとは縁が無かったが、たまたま立ち寄ったスポーツ用品店（本人は「博報堂の1階にあったスーツの仕立て屋」と語っている）の店主を通じて坂口征二と出会う。坂口の熱烈なスカウトにより東海テレビを退社し、1999年4月1日、新日本プロレスに入団した。交際中だった、大学の同窓で福島中央テレビのアナウンサーだった水野浩子を説得し東京へ戻している。

### 新日本プロレス
2000年1月4日の中西学戦で、鈴木健三としてデビュー。坂口征二の後輩であり、また当時の現場監督だった長州力のプッシュを受けたこともあり、同年、第8回ヤングライオン杯をデビューわずか4か月にして制し、プロレス大賞新人賞を受賞した。
2001年に、棚橋弘至とともにタッグチームキング・オブ・ザ・ヒルズ (King Of The Hills、略称 KOTH）を結成。俗に棚橋（タナハシ）と健三（ケンゾウ）で通称タナケンとも称された。その後、キング・オブ・ザ・ヒルズに佐々木健介、ブルー・ウルフを加えたメンバーでスウィング・ロウズ（SWING-LOWS）を結成。さらには、リングネームを鈴木健三から鈴木健想（読みは同じ）に改名した。

### WJプロレス
2003年にWJプロレスに移籍。同年、浩子と結婚する。

### WWE
2004年からは同団体を退団。活動拠点をアメリカに移しTNAにスポット参戦した後、WWEの試合会場にて直談判したことで急遽当日試合に参加、そのキャラが気に入られに入団契約。WWEでは当初「ヒロヒト」というリングネームで、アメリカに太平洋戦争の復讐をしようとする日本人のギミックが与えられる予定であった。当初は北斎、海舟、尊氏、雷電などのリングネームが用意されていたが、同団体社長のビンス・マクマホンがヒロヒトに決めてしまった。その後、登場予定のスマックダウンではこの名前で登場予告プロモが流された。昭和天皇を連想させるようなこのギミックに対し浩子がWWE首脳部に抗議したことからギミックは変更になり、本名のケンゾー・スズキとしてリングに立つことになった。

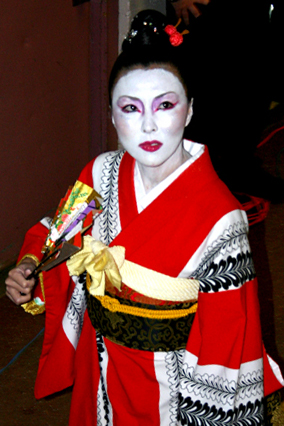
鈴木浩子（ゲイシャガール・ヒロコ）。

また抗議した浩子もWWE首脳に注目され、結果 日本人初のディーヴァ「ゲイシャガール」として共にデビュー、活躍することとなった。
スマックダウンでは、フランス系カナダ人（ギミック上はフランス人）のレネ・デュプリとの異色タッグチームで活躍。また反米ギミックから親米ギミックに変わったり、トリー・ウィルソンに熱をあげて浩子とトリー・ウィルソンの対決ストーリーを演出したりもした。
2005年7月にロウに移籍するが、以前から健想サイドが要求していた年間120日の休暇＋賃上げ交渉が決裂。ケガも負ってしまい、WWEを解雇された。

### ハッスル
2005年にはハッスルと契約。同年11月3日にはハッスル・マニアにて試合を行い、日本マットに復帰した。「アメリカでホウキを相手にしてもプロレスがやれることを学んできた」の言葉通り、「和泉元彌の空中元彌チョップの前に敗北」をやってのけ、プロレス初経験となる非レスラーを相手に「プロレスの試合」を成立させた。その後、同年12月のハッスルハウスでは、AKIRA＆ミスター鬼瓦、ライオセイザー＆ライザーグレンと対戦するも、いずれも敗北。
2006年2月に藤井軍鶏侍相手にハッスルでの初白星を挙げた。3月シリーズでは川田利明に負けたことにより、モンスター軍入り。お笑いタレントのRGと対戦、2分ほどで勝利を収めるも、最終戦では、HG相手のタッグマッチで妻の浩子ともども下着姿にされた上に敗れるという屈辱的な姿を晒す。4月のハッスル16でも坂田亘を終始圧倒しながらリングサイドの浩子にエアプレーンスピンで回している坂田の足が当たり、呆然としている隙に丸め込まれ、浩子はサゲマン呼ばわりされてしまう。
WWE時代から続くウルティモ・ドラゴンとの関係からドラゴンドアにも登場。ドイツのローカル団体で試合を行い、メキシコのCMLLにも参戦するなど世界各地で活躍する。

### メキシコ
ハッスルとの契約満了、メキシコCMLLに移籍。同時に日本のインディー団体の祭典「レッスルエクスポ2006」では、DDTプロレスリングの高木三四郎との電流爆破マッチが決定する。元祖電流爆破大仁田厚への訪問、ユニオンプロレス、大日本プロレスなどのマットに参上。停電等のアクシデントもありながらも高木から勝利をとる。
2006年11月にはメキシコの英雄ミル・マスカラスの復活祭で、対戦相手に選ばれた。
2007年3月、CMLLからライバル団体であるAAAに移籍。7月15日に行われたAAA最大の興行であるトリプレマニアでは、日本人としては初めてメイン戦を務め、名実ともにメキシコのトップレスラーとして活躍。
2007年11月、DRAGON GATEにマッスル・アウトローズの一員として短期間参戦。
2009年、日本のリングに縁のある、オリエンタル、SUGIで「ラ・ヤクザ」を結成。
2010年、AAAと契約更改せず、日本へ帰国。

### 全日本プロレス
2010年7月25日、全日本プロレスにVOODOO-MURDERS（以後VMと表記）の一員としてKENSOを名乗り乱入、欠場中で解説席に居た武藤敬司を流血に追いやった。同年8月29日両国大会では、VMの仲間に助けられつつもグレート・ムタにダブル・ニー・ドロップで勝利した。試合後に全日本プロレスとの3年契約を結んだことを発表し、今後も継続して参戦していくことになった。
9月20日の後楽園ホール大会では、レネ・デュプリとの元WWEタッグ王者コンビで曙、太陽ケアの持つ世界タッグ王座に挑戦したが敗戦。10月10日の後楽園ホール大会で行われた浜亮太との試合でヒールファイトに目覚めた河野真幸を、TARUの許可なくVMに勧誘し獲得（TARUもその後は追認した）。『2010世界最強タッグ決定リーグ戦』はそのKONO（VM入り後河野真幸から改名）との大型日本人タッグで出場。VMメンバーの介入などを巧みに使い勝利を挙げ、決勝戦進出。決勝戦では諏訪魔、浜亮太組を下して優勝した。しかし、この頃からヒールとして不可解な発言や行動をとるようになり、ほかのVMのメンバーとの亀裂が浮き彫りになる。
2011年1月3日後楽園ホール大会ではKONOとのタッグで世界タッグ王座に再挑戦するも、試合中にKONOと空中分解し敗退。KENSOは、自らが勧誘したKONOによってVMを追放された。
その後、同じく元VMでVMと対立するゾディアックとタッグ組むがその後、ゾディアックの来日が遠ざかるとグレート・ムタとのタッグ結成を懇願しタッグ結成が実現した。世界タッグ王座決定戦を制し、同王座を獲得する。
同年8月26日、日本武道館で行われたALL TOGETHER 東日本大震災復興支援チャリティープロレスに出場し、KENSOはメインイベントの6人タッグで中邑真輔、杉浦貴と組み棚橋、諏訪魔、潮崎豪組と対戦した。試合後半の仲間割れでKENSOが孤立、杉浦、中邑両者と相手方2人（潮崎、諏訪魔）の得意技を立て続けに受け、最後に棚橋のハイフライ・フローを喰らいフォール負けを喫した。
翌9月からは全日本プロレス活性化のために革命が必要だとして新軍団「TEAM ビチッと!」を発足させ、メンバーとしてメキシコ時代の盟友ダーク・クエルボ、ダーク・オズを呼んだ。しかし、そのTEAM ビチッと!始動第一戦目に二人に裏切られる、ムタとの世界タッグ王座も奪われる、ムタとも決別する（もとから仲は良くなかった）、途中加入した曹駿がビザ取得のため一時帰国（2012年9月現在来日せず）、2012年になり自らがドラフト指名したカズ・ハヤシとのタッグで世界タッグ再奪取を目指すものの失敗、TEAM ビチッと!は解散し革命はおろか、KENSO自身の凋落の道しるべとなった。一方で空気を読まないキャラクターには磨きがかかり、その独特の雰囲気はKENSOワールドと呼ばれ相手を惑わせている。また、同じく独特の空間を創りだす井上雅央や東北の英雄ことザ・グレート・サスケとのタッグを組むなどその話題には事を欠く事はなかった。
11月、バーニングを脱退した潮崎らと共に「Xceed」を結成。新ユニット初戦で突如タッグパートナーの潮崎を裏切って葉隠を見舞った。その後ディーロ・ブラウン、バンビ・キラー、蝶野正洋と結託し新軍団「DK」を結成した。
2014年12月14日、後楽園ホールで行われた全日本プロレス「和田京平レフェリー40周年&還暦記念大会〜和田京平プロデュース〜」で鈴木鼓太郎を破り、GAORA TV チャンピオンシップを奪取した。

### フリー
2015年8月1日をもってフリーに転向。全日本には継続参戦をしていて全日本のほかにも大日本プロレス、ZERO1、DDTプロレスリング、FMWなどにも参戦をしている。
11月3日、DDT名古屋大会に参戦。高木三四郎に電流爆破マッチを要求したが高木の持つキング・オブ・ダーク王座に挑戦して敗れ5日間ではあるが同王座を戴冠した。その後もDDTには参戦して高木とのシングルを要求している。
12月13日、DDT博多大会で大家健率いるユニット＃大家帝国に加入。
2016年現在、DDTプロレスリングへの所属を高木三四郎に要求するもののこれをすべて断られている。また上海IGFのヘッドコーチとして活動もしている。
2017年2月17日、元GAORA王者Xとして全日本に久方ぶりの来場。3月12日に秋山準とGAORA王者決定戦のシングルを行う。

### プロデューサー
2017年後半に共同テレビジョンに入社し、第3制作部に配属される。12月24日放送のBSフジ「反骨のプロレス魂」でプロデューサーデビュー。なお同社では本名で活動している。

## 逸話・エピソード
- 2002年2月1日 北海道立総合体育センターで猪木が新日本の現状を問うた俗に言う猪木問答のさい、鈴木は「僕には自分の明るい未来が見えません！」と答え、観客の失笑を買った。猪木からも「見つけろ、てめえで!」とあしらわれ、それ以来、迷セリフとしてしばしばネタにされる。ただしその場に居た蝶野からは「ナイスコメント」と評価されたという[8]。
- WWEへの参戦は、新日本入団直後のカナダ修行でWWEを観て以来の憧れだったからだと語る。なお、WJプロレスへの移籍はアメリカに行かせてもらう約束をしてくれたからだったが、給料未払いをきっかけに夫婦で渡米することになり、現在2023年時点では千葉県議会議員の妻、鈴木浩子には通訳を務めてもらい、タレントとしてリングにも上がってもらっていた[9]。
- リングネームの件では鈴木も日本の背景を説明しながら、「ヒロヒト」でショーを行ったら誰かに刺されるのでは、とビンスに語ったところ「世界にニュースになるな。お前はもっとスターになる。お金も使わなくていい」と答えたという。しかし最終的には鈴木夫妻の主張を取り入れた。なお、プロモ放送の次の日には日本の政府関係筋からもストップがかかったという。
- 雑誌「TIME」で「世界で活躍する日本人」の中で唯一のプロレスラーとして掲載されたことがある（鈴木の上に掲載されていた日本人は葛飾北斎）。
- 浩子ともども、浩子の実家に彼女の両親と同居していたため、リングでファンから「マスオさん」コールがおこることもしばしばあった。
- 鈴木の師である坂口は新日本の会長を退く際「心残りは北尾光司、小川直也、鈴木健想を育てきれなかったこと」と新聞社のインタビューで発言している。
- 尊敬している外国人レスラーはミック・フォーリーとコメントしている。
- 入場時や勝利時には、両手を大きく横に広げてアピールする。このポーズはエル・アギラ・インペリアルと呼ばれ、メキシコの象徴とも言える鷲の大きく広がった翼を身体で表現したものである。4つのコーナー全てに上がってこのアピールを行うため、入退場に時間が掛かることが多い。
- 「ビチっと」が口癖（「きっちりと」「しっかりと」といった意味）。会見や試合後に連呼することもあり、自身を中心とするユニットの名前も「TEAM ビチッと!」であった。
- 近年は「空気が読めない」「絡みづらい」「仲の良いレスラーがいない」というキャラクターを確立しており、タッグマッチでも仲間割れすることが度々ある。その反面プライベートでは若手の征矢学とは仲が良い様でツイッター上でやたらと征矢をいじり倒している。
- スピードパートナーズ買収後の全日分裂騒動において、近藤修司らのトークイベントにて選手側の行動を白石伸生オーナーにリークしていたことが暴露され、結果的に武藤らの離脱を決定付けることとなった。これについて武藤は退団後に週刊プロレスのインタビューの中で「KENSOは可哀想なヤツなんだよ」と半ば皮肉るコメントをしている。同時期に連載していた週プロのコラムと浩子が連載していた東スポのコラムが共に打ちきられている。
- 2013年8月31日にZERO1主催で行われた「横浜大花火2013」の特別試合「ノーロープ有刺鉄線メガトン電流爆破＆史上初！人間爆弾＆東京初！有刺鉄線電流爆破バット・ダブルヘルデスマッチ」で人間爆弾に指名された白石伸生オーナー（当時）のガードマンとして登場。試合中に白石オーナーがリングに上がろうとしたため、必死に食い止めKENSO自らがリングインした。しかし、グレート・おおニタに毒霧を浴びせられたうえ、電流爆破を食らってしまった。試合はその後、リングに上がった白石オーナーがおおニタとともに有刺鉄線電流爆破ボードに突っ込み、おおニタが白石からピンフォールを奪う形で終了した。

## 得意技
KENSOとして活動するようになって以後は、空気が読めないキャラを確立し独自の世界を表現するようになる。上背があり手足が長いながらやや細身という日本人レスラーには珍しい体型を活かした攻撃が多い。

### フィニッシュ・ホールド
ダイビング・エルボードロップ
現在の主なフィニッシュ・ホールド。長身でコーナートップから繰り出されるため迫力がある。
葉隠
旧名：シャイニングアタック。新日本時代、プエルトリコ遠征で開発したフィニッシュ・ホールド。
膝立ち状態の相手にレッグラリアット気味に放つ低空ジャンピング・ニー・バット。

### 投げ技
葉隠II
旧名：クロー・ホールドSTO。別名：TSUNAMI／ツナミ。WWE時代に開発したフィニッシュ・ホールド。
ブキャナンのアイアンバスターと同型だが、形的にはアイアン大外刈に近い。
垂直落下式ブレーンバスター
一時期、フィニッシュ・ホールドとしても用いた。
WWE時代には同団体の技の規定によりほとんど使用されていない。
バックドロップ
新人時代のフィニッシュ・ホールド。かつては下半身が不安定という理由で見た目的にも威力的にも酷評を受けた。
抱え式で持ち上げて半身を浴びせるように落とす独特のフォーム。
フランケンシュタイナー
時々不意にカウンターで使用している。健想の場合体格がでか過ぎるためか、かなり斜めに捻って極めている。

### フォール技
DKロック
変形外道クラッチ。

### 打撃技
ダイビングニードロップ
新日本時代からの得意技で、全日本時代にはフィニッシュ・ホールドとして使用されていた。
WWE時代には、合掌ポーズで仕掛けることが多かった。
スピアー
ラグビー経験を生かした新人時代からの得意技。
若手時代は前のめりに突っ込んでいたが、現在では両膝をつくか身体を横に流すような形で使用。
張り手
大振りに左手で顔面に放つ主要打撃技。
口癖である「ビチッと!」を、炸裂音にかけて技名として表現されることも多い。

### 飛び技
プランチャ・スイシーダ
大型選手には珍しく、それなりの頻度で繰り出す得意技。
反対側のロープには走らずに、距離を取って走り込んで飛んで行く。
飛ぶ前に時間を掛けて観客を煽るため、相手に逃げられることが多い。

### 反則技
腰ひも攻撃
主にロープカウンターで用いられる反則技。コスチュームの一部である腰ひもで首を締め上げるチョーク攻撃。
レフェリーから注意を受けると「私は何もやってないでしょうが!」「僕は何もやってないですよ!」と叫ぶのが定番。なお、腰ひもはコスタリカで購入したもので200$程とのこと。
パウダー攻撃

## タイトル歴
WWE
- WWEタッグ王座 - 1回（パートナーはレネ・デュプリ）

新日本プロレス
- ヤングライオン杯 - 2000年優勝
- アントニオ猪木杯ヤングライオントーナメント - 2002年優勝

全日本プロレス
- 世界タッグ王座 - 第59代（パートナーはグレート・ムタ）
- GAORA TV王座 - 第5代
- 世界最強タッグ決定リーグ戦 - 2010年優勝（パートナーはKONO）

DDTプロレスリング
- KO-D6人タッグ王座 - 第22代（パートナーは男色ディーノ、スーパー・ササダンゴ・マシン）
- キング・オブ・ダーク王座 - 第5代

VKFプロレス
- VKF KING of WRESTLE NANIWA王座 - 第3代

プロレス大賞
- 2000年度プロレス大賞 新人賞

## 担当番組
- 反骨のプロレス魂（BSフジ）
  - 〜プロレス黄金期リバイバル〜（2017年）
  - 〜いまは亡き、あの人へ〜（2018年）
  - 〜破壊王 最期の真実〜（2019年）
  - 〜人生最高のムーンサルト〜（2021年）
  - 〜狂猿は笑う〜（2022年）
  - ～刻まれる、新たな1ページ～（2022年）
  - 〜Change the mind〜（2023年）
- 前へ〜明大ラグビー部のキセキ〜（2018年、BSフジ）
- 燃える闘魂 ラストスタンド〜アントニオ猪木 病床からのメッセージ〜（2021年、NHK BSプレミアム）

## 著書
『燃える闘魂 ラストスタンド』（2022年7月22日発売、主婦の友社、ISBN 978-4074516131） - 鈴木健三名義。先述の同名テレビ番組の書籍化。